# Internationaux de Tennis de Troyes 2022 - Doppio
Questa è la prima edizione di questo torneo.
In finale Íñigo Cervantes e Oriol Roca Batalla hanno sconfitto Thiago Agustín Tirante e Juan Bautista Torres con il punteggio di 6-1, 6-2.

## Teste di serie
1. Hernán Casanova /  Genaro Alberto Olivieri (primo turno)
2. Théo Arribagé /  Luca Sanchez (semifinale)

1. Thiago Agustín Tirante  /  Juan Bautista Torres (finale)
2. Íñigo Cervantes /  Oriol Roca Batalla (campioni)

## Wildcard
1. Augustin Damonte /  Stanislas De Samucewicz (primo turno)

1. Julien Evrard /  Abel Hernández Aguila (primo turno)

## Tabellone

### Legenda
| - Q = Qualificato - WC = Wild card - LL = Lucky loser | - ALT = Alternate - SE = Special Exempt - PR = Protected Ranking | - w/o = Walkover - r = Ritirato - d = Squalificato |

|  | Primo turno | Primo turno                       | Primo turno                       | Primo turno | Primo turno |  |  | Quarti di finale | Quarti di finale                  | Quarti di finale                  | Quarti di finale                  | Quarti di finale                  |   |     | Semifinali | Semifinali                         | Semifinali                         | Semifinali                                  | Semifinali                                  |   |   | Finale | Finale | Finale | Finale | Finale |  |
|  |             |                                   |                                   |             |             |  |  |                  |                                   |                                   |                                   |                                   |   |     |            |                                    |                                    |                                             |                                             |   |   |        |        |        |        |        |  |
|  | 1           | H Casanova GA Olivieri            | H Casanova GA Olivieri            | 3           | 5           |  |  |                  |                                   |                                   |                                   |                                   |   |     |            |                                    |                                    |                                             |                                             |   |   |        |        |        |        |        |  |
|  |             | S Fanselow R Roelofse             | S Fanselow R Roelofse             | 6           | 7           |  |  |                  | S Fanselow R Roelofse             | S Fanselow R Roelofse             | 2                                 | 5                                 |   |     |            |                                    |                                    |                                             |                                             |   |   |        |        |        |        |        |  |
|  |             | P Boscardin Dias OJ Gutierrez     | P Boscardin Dias OJ Gutierrez     | 3           | 0           |  |  |                  | M Martineau J Paul                | M Martineau J Paul                | 6                                 | 7                                 |   |     |            |                                    |                                    |                                             |                                             |   |   |        |        |        |        |        |  |
|  |             | M Martineau J Paul                | M Martineau J Paul                | 6           | 6           |  |  |                  |                                   |                                   |                                   |                                   |   |     |            | M Martineau J Paul                 | M Martineau J Paul                 | 4                                           | 2                                           |   |   |        |        |        |        |        |  |
|  | 4           | Í Cervantes Huegún O Roca Batalla | Í Cervantes Huegún O Roca Batalla | 6           | 6           |  |  |                  |                                   | 4                                 | Í Cervantes Huegún O Roca Batalla | Í Cervantes Huegún O Roca Batalla | 6 | 6   |            |                                    |                                    |                                             |                                             |   |   |        |        |        |        |        |  |
|  | WC          | A Damonte S De Samucewicz         | A Damonte S De Samucewicz         | 2           | 0           |  |  | 4                | Í Cervantes Huegún O Roca Batalla | Í Cervantes Huegún O Roca Batalla | 7                                 | 6                                 |   |     |            |                                    |                                    |                                             |                                             |   |   |        |        |        |        |        |  |
|  |             | P Milushev R Shandarov            | P Milushev R Shandarov            | 4           | 3           |  |  |                  | MA Jecan FC Jianu                 | MA Jecan FC Jianu                 | 5                                 | 2                                 |   |     |            |                                    |                                    |                                             |                                             |   |   |        |        |        |        |        |  |
|  |             | MA Jecan FC Jianu                 | MA Jecan FC Jianu                 | 6           | 6           |  |  |                  |                                   |                                   |                                   |                                   |   |     | 4          | Íñigo Cervantes Oriol Roca Batalla | Íñigo Cervantes Oriol Roca Batalla | 6                                           | 6                                           |   |   |        |        |        |        |        |  |
|  |             | A Chepelev T Skatov               | A Chepelev T Skatov               | 6           | 6           |  |  |                  |                                   |                                   |                                   |                                   |   |     |            |                                    | 3                                  | Thiago Agustín Tirante Juan Bautista Torres | Thiago Agustín Tirante Juan Bautista Torres | 1 | 2 |        |        |        |        |        |  |
|  |             | Z Babić C Lock                    | Z Babić C Lock                    | 3           | 4           |  |  |                  | A Chepelev T Skatov               | A Chepelev T Skatov               | 68                                | 1                                 |   |     |            |                                    |                                    |                                             |                                             |   |   |        |        |        |        |        |  |
|  | WC          | J Evrard A Hernández Aguila       | J Evrard A Hernández Aguila       | 2           | 0           |  |  | 3                | TA Tirante JB Torres              | TA Tirante JB Torres              | 7                                 | 6                                 |   |     |            |                                    |                                    |                                             |                                             |   |   |        |        |        |        |        |  |
|  | 3           | TA Tirante JB Torres              | TA Tirante JB Torres              | 6           | 6           |  |  |                  |                                   |                                   |                                   |                                   |   |     | 3          | TA Tirante JB Torres               | 7                                  | 6                                           | [10]                                        |   |   |        |        |        |        |        |  |
|  |             | A Fils L Van Assche               | A Fils L Van Assche               | 4           | 5           |  |  |                  |                                   | 2                                 | T Arribagé L Sanchez              | 6                                 | 7 | [8] |            |                                    |                                    |                                             |                                             |   |   |        |        |        |        |        |  |
|  |             | A Reymond C Tabur                 | A Reymond C Tabur                 | 6           | 7           |  |  |                  | A Reymond C Tabur                 | A Reymond C Tabur                 | 4                                 | 0                                 |   |     |            |                                    |                                    |                                             |                                             |   |   |        |        |        |        |        |  |
|  |             | R Brancaccio J Nikles             | 1                                 | 6           | [7]         |  |  | 2                | T Arribagé L Sanchez              | T Arribagé L Sanchez              | 6                                 | 6                                 |   |     |            |                                    |                                    |                                             |                                             |   |   |        |        |        |        |        |  |
|  | 2           | T Arribagé L Sanchez              | 6                                 | 3           | [10]        |  |  |                  |                                   |                                   |                                   |                                   |   |     |            |                                    |                                    |                                             |                                             |   |   |        |        |        |        |        |  |